# Tulder
Tulder, ook geschreven als Tulden of Thulden is een voormalige buurtschap in de gemeente Hilvarenbeek ten zuidwesten van Esbeek, nabij de Nederlands-Belgische grens.

## Toponymie
De oude naam Tulden is vermoedelijk afgeleid van "tulen" en "lo". Tulen, tuylen, toelen en tuelen betekende een veld bebouwen.

Op de grens van Hilvarenbeek, Poppel en Weelde stond de Tuldense Hoeve, naamgever van het gebied.

## Geschiedenis
Centraal in de geschiedenis van Tulder staat deze Tuldense hoeve, niet alleen een boerderij, maar een landgoed van ongeveer 64 bunders , vergelijkbaar met evenzoveel voetbalvelden. Het landgoed strekte zich uit tot in de beemden van Poppel en tot de heidevelden van De Mierden.

De oudste vermeldingen - hoewel niet verifieerbaar - stammen uit 1146 en 1200.
Op 30 mei 1239 bevestigt Paus Gregorius IX de bezittingen van de Abdij van Averbode, waaronder met name het Hof van Tulder.
Jan III van Brabant herbevestigde dit in een document uit 1298.

Deze Tulderhoeve, een laathof werd beheerd door een laat, in dit geval vaak een familielid van de abt van Averbode. Tussen 1368 en 1568 waren er 6 abten familie van de Tuldense hoevenaars. De hoeve had aparte kamers voor als de Abt van Averbode op bezoek kwam.

In 1662 werd de hoeve volledig afgebroken en 120 voet oostwaarts door Goris Adriaen Lemmens weer opgebouwd. De waarde van de hoeve werd geschat op ca 4100 gulden.
Helaas voor de pachters brak in het Rampjaar 1672 de oorlog met Frankrijk uit. Staatse en Franse militairen stalen of vernielden de oogst, en de pachter zag zich genoodzaakt te verkopen.
In 1756 werden Paghthoeve, Weyden, Beemden, Dennebosch met verdere plantagiën en Heyden verkocht aan ene Anthony Swagemakers, in 1794 kwam het aan het geslacht Wijgerde, in 1855 het geslacht Magnin, en in 1895 werd het heerlijk goed met vrije jacht en alle rechten, titels en privilegiën en gerechtigheden verkocht aan notaris Huysmans uit Hilvarenbeek. Heerlijke rechten bestonden natuurlijk niet, maar het jachtrecht was er nog wel. Het is Huysmans die in 1900 een jachthuisje liet bouwen dat zich bevindt naast de boswachterswoning op Rovertsebaan 1. Het bezit een gevelsteen die het jaartal 1662 vermeldt, alsmede een bisschopswapen en de spreuk: Ne quid nimis (Maet hout staet, ofwel: alles met mate). Het landgoed besloeg 77 ha.

Er ontwikkelde zich een gehucht Klein Tulder aan de oostkant van het landgoed, Groot Tulder is de Tulderhoeve.

In 1924 werd het landgoed verkocht aan de familie Kloppenburg en daarna aan de familie Van Puijenbroek. Uiteindelijk kwam het aan Landgoed de Utrecht.

## Overig
- De nederzetting Tulder kende een herberg, een bierbrouwerije en een jeneverstokerij. De laatste herberg verdween omstreeks 1880. In 1860 stonden er nog drie boerderijen en was er 35 ha  akkerland.
- Van 1909 tot 1935 liep er over het landgoed een stoomtramlijn van Tilburg, via Goirle, Hilvarenbeek en Esbeek naar Poppel.
- De buurtschap was bekend om zijn zevenmakers. De zeven werden door de boeren in kafmolens gebruikt.
- De heidevelden waren beroemd om hun honingrijkdom.

## Natuurgebieden
Hoewel de heide ontgonnen werd en deels met naaldhout beplant zijn enkele natuurgebiedjes in de omgeving blijven bestaan. Het betreft met name het gebied Broekeling, een reeks vennen en vochtige heiderestanten ten noordoosten van Tulder. Hierdoorheen stroomt de Hoogeindse Beek.
Er zijn twee wandelroutes uitgezet, de Broekeling route en de Tulderhoeve route.
Het gebied Tulder strekt zich uit over grens met België, waar het gebied bekendstaat als Tulderse Heide, gelegen ten oosten van Poppel in de gemeente Ravels.

## Overig
- Naar Tulder is het geslacht Van Thulden genoemd, waar de kunstschilder Theodoor van Thulden (1606-1669) een telg uit is.
- Historicus Leo Adriaenssen heeft het geslacht van Tuldel uitgebreid beschreven (Voorheen Van Tuldel, thans Van Tulden, Van Tulder, Van Thulden)
- Naar verluidt zou Adrianus van Hilvarenbeek, één der Martelaren van Gorcum, in 1528 te Tulder geboren zijn.

Hoofdplaats: Hilvarenbeek      Dorpen: Baarschot · Biest-Houtakker · Diessen · Esbeek · Haghorst

Buurtschappen en gehuchten: Den Opslag (deels) · Driehuizen · Dun · Groenstraat · Gorp · Groot-Loo · Groote Voort · Heikant · Hoogeind · Hoog Spul · Klein Loo · Kleine Voort · Laag Spul · Roovert · Tulder · Waterstraat · Westerwijk

Noord-Brabant: Steden en dorpen      Nederland: Provincies · Gemeenten